# Super Bowl XXXII
Der Super Bowl XXXII war der 32. Super Bowl, das Endspiel der Saison 1997 der National Football League (NFL) im American Football. Am 25. Januar 1998 besiegten die Denver Broncos, der Meister der American Football Conference (AFC), den Meister der National Football Conference (NFC), die Green Bay Packers, im Qualcomm Stadium von San Diego, mit 31:24. Zum Super Bowl MVP wurde der Runningback der Denver Broncos, Terrell Davis, gewählt, der trotz eines akuten Migräneanfalls 157 Yards erlief und drei Touchdowns erzielte.

## Vorgeschichte
Die Denver Broncos waren mit 12:4-Siegen in ihrer Division Zweiter hinter den Kansas City Chiefs geworden und waren daher nur als Wildcard-Team in die Play-offs gekommen. Das Team von Head Coach Mike Shanahan setzte auf eine schlagkräftige Offense um den 37-jährigen Quarterback John Elway, Runningback Terrell Davis und Tight End Shannon Sharpe, die mit 472 erzielten Punkten die NFL anführten. Für Denver war es nach Super Bowl XII, Super Bowl XXI, Super Bowl XXII und Super Bowl XXIV der fünfte Super Bowl, die vorherigen vier gingen alle (mit zum Teil deutlichen Ergebnissen) verloren.
Die Green Bay Packers von Head Coach Mike Holmgren waren Titelverteidiger, stellten mit Quarterback Brett Favre den amtierenden Most Valuable Player (MVP) und hatten mit 13:3-Siegen die Regular Season abgeschlossen. Mit 422 Punkten hatten sie die zweitbeste Offense, die harte Defense um Defensive End Reggie White war vor allem für ihre Sacks gefürchtet. Die Packers galten als Favorit: die Buchmacher begünstigten sie um elf Punkte.

## Die Play-offs
|  | Wild Card Round                            | Wild Card Round            | Wild Card Round            |                               |                      | Divisional Round                 | Divisional Round                            | Divisional Round                            |                                             |  | Conference Championships | Conference Championships | Conference Championships |  |  | Super Bowl | Super Bowl | Super Bowl |
|  |                                            |                            |                            |                               |                      |                                  |                                             |                                             |                                             |  |                          |                          |                          |  |  |            |            |            |
|  | 28. Dez. – Foxboro Stadium                 | 28. Dez. – Foxboro Stadium | 28. Dez. – Foxboro Stadium |                               |                      | 3. Januar – Three Rivers Stadium | 3. Januar – Three Rivers Stadium            | 3. Januar – Three Rivers Stadium            |                                             |  |                          |                          |                          |  |  |            |            |            |
|  | 28. Dez. – Foxboro Stadium                 | 28. Dez. – Foxboro Stadium | 28. Dez. – Foxboro Stadium | 2                             | Pittsburgh Steelers  | 7                                |                                             |                                             |                                             |  |                          |                          |                          |  |  |            |            |            |
|  | 3                                          | New England Patriots       | 17                         | 2                             | Pittsburgh Steelers  | 7                                | 11. Januar – Three Rivers Stadium           | 11. Januar – Three Rivers Stadium           | 11. Januar – Three Rivers Stadium           |  |                          |                          |                          |  |  |            |            |            |
|  | 3                                          | New England Patriots       | 17                         | 3                             | New England Patriots | 6                                | 11. Januar – Three Rivers Stadium           | 11. Januar – Three Rivers Stadium           | 11. Januar – Three Rivers Stadium           |  |                          |                          |                          |  |  |            |            |            |
|  | 6                                          | Miami Dolphins             | 3                          | 3                             | New England Patriots | 6                                | 11. Januar – Three Rivers Stadium           | 11. Januar – Three Rivers Stadium           | 11. Januar – Three Rivers Stadium           |  |                          |                          |                          |  |  |            |            |            |
|  | 6                                          | Miami Dolphins             | 3                          | 4. Januar – Arrowhead Stadium |                      |                                  | 11. Januar – Three Rivers Stadium           | 11. Januar – Three Rivers Stadium           | 11. Januar – Three Rivers Stadium           |  |                          |                          |                          |  |  |            |            |            |
|  |                                            |                            |                            | 2                             | Pittsburgh Steelers  | 21                               |                                             |                                             |                                             |  |                          |                          |                          |  |  |            |            |            |
|  | AFC                                        |                            |                            | 2                             | Pittsburgh Steelers  | 21                               |                                             |                                             |                                             |  |                          |                          |                          |  |  |            |            |            |
|  |                                            | 4                          | Denver Broncos             | 24                            |                      |                                  |                                             |                                             |                                             |  |                          |                          |                          |  |  |            |            |            |
|  | 27. Dez. – Mile High Stadium               | 4                          | Denver Broncos             | 24                            |                      |                                  |                                             |                                             |                                             |  |                          |                          |                          |  |  |            |            |            |
|  | AFC Championship                           |                            |                            |                               |                      |                                  |                                             |                                             |                                             |  |                          |                          |                          |  |  |            |            |            |
|  | 1                                          | Kansas City Chiefs         | 10                         |                               |                      |                                  |                                             |                                             |                                             |  |                          |                          |                          |  |  |            |            |            |
|  | 1                                          | Kansas City Chiefs         | 10                         | 4                             | Denver Broncos       | 42                               | 25. Januar – Qualcomm Stadium               | 25. Januar – Qualcomm Stadium               | 25. Januar – Qualcomm Stadium               |  |                          |                          |                          |  |  |            |            |            |
|  | 4                                          | Denver Broncos             | 14                         | 4                             | Denver Broncos       | 42                               | 25. Januar – Qualcomm Stadium               | 25. Januar – Qualcomm Stadium               | 25. Januar – Qualcomm Stadium               |  |                          |                          |                          |  |  |            |            |            |
|  | 4                                          | Denver Broncos             | 14                         | 5                             | Jacksonville Jaguars | 17                               | 25. Januar – Qualcomm Stadium               | 25. Januar – Qualcomm Stadium               | 25. Januar – Qualcomm Stadium               |  |                          |                          |                          |  |  |            |            |            |
|  | 3. Januar – 3Com Park at Candlestick Point |                            |                            | 5                             | Jacksonville Jaguars | 17                               | 25. Januar – Qualcomm Stadium               | 25. Januar – Qualcomm Stadium               | 25. Januar – Qualcomm Stadium               |  |                          |                          |                          |  |  |            |            |            |
|  | 27. Dez. – Giants Stadium                  | 27. Dez. – Giants Stadium  | 27. Dez. – Giants Stadium  | A4                            | Denver Broncos       | 31                               |                                             |                                             |                                             |  |                          |                          |                          |  |  |            |            |            |
|  | 27. Dez. – Giants Stadium                  | 27. Dez. – Giants Stadium  | 27. Dez. – Giants Stadium  | A4                            | Denver Broncos       | 31                               |                                             |                                             |                                             |  |                          |                          |                          |  |  |            |            |            |
|  | 27. Dez. – Giants Stadium                  | 27. Dez. – Giants Stadium  | 27. Dez. – Giants Stadium  |                               | N2                   | Green Bay Packers                | 24                                          |                                             |                                             |  |                          |                          |                          |  |  |            |            |            |
|  | 27. Dez. – Giants Stadium                  | 27. Dez. – Giants Stadium  | 27. Dez. – Giants Stadium  |                               | N2                   | Green Bay Packers                | 24                                          |                                             |                                             |  |                          |                          |                          |  |  |            |            |            |
|  | 27. Dez. – Giants Stadium                  | 27. Dez. – Giants Stadium  | 27. Dez. – Giants Stadium  | Super Bowl XXXII              |                      |                                  |                                             |                                             |                                             |  |                          |                          |                          |  |  |            |            |            |
|  | 27. Dez. – Giants Stadium                  | 27. Dez. – Giants Stadium  | 27. Dez. – Giants Stadium  | 1                             | San Francisco 49ers  | 38                               |                                             |                                             |                                             |  |                          |                          |                          |  |  |            |            |            |
|  | 3                                          | New York Giants            | 20                         | 1                             | San Francisco 49ers  | 38                               | 11. Januar – 3Com Park at Candlestick Point | 11. Januar – 3Com Park at Candlestick Point | 11. Januar – 3Com Park at Candlestick Point |  |                          |                          |                          |  |  |            |            |            |
|  | 3                                          | New York Giants            | 20                         | 6                             | Minnesota Vikings    | 22                               | 11. Januar – 3Com Park at Candlestick Point | 11. Januar – 3Com Park at Candlestick Point | 11. Januar – 3Com Park at Candlestick Point |  |                          |                          |                          |  |  |            |            |            |
|  | 6                                          | Minnesota Vikings          | 23                         | 6                             | Minnesota Vikings    | 22                               | 11. Januar – 3Com Park at Candlestick Point | 11. Januar – 3Com Park at Candlestick Point | 11. Januar – 3Com Park at Candlestick Point |  |                          |                          |                          |  |  |            |            |            |
|  | 6                                          | Minnesota Vikings          | 23                         | 4. Januar – Lambeau Field     |                      |                                  | 11. Januar – 3Com Park at Candlestick Point | 11. Januar – 3Com Park at Candlestick Point | 11. Januar – 3Com Park at Candlestick Point |  |                          |                          |                          |  |  |            |            |            |
|  |                                            |                            |                            | 1                             | San Francisco 49ers  | 10                               |                                             |                                             |                                             |  |                          |                          |                          |  |  |            |            |            |
|  | NFC                                        |                            |                            | 1                             | San Francisco 49ers  | 10                               |                                             |                                             |                                             |  |                          |                          |                          |  |  |            |            |            |
|  |                                            | 2                          | Green Bay Packers          | 23                            |                      |                                  |                                             |                                             |                                             |  |                          |                          |                          |  |  |            |            |            |
|  | 28. Dez. – Houlihan's Stadium              | 2                          | Green Bay Packers          | 23                            |                      |                                  |                                             |                                             |                                             |  |                          |                          |                          |  |  |            |            |            |
|  | NFC Championship                           |                            |                            |                               |                      |                                  |                                             |                                             |                                             |  |                          |                          |                          |  |  |            |            |            |
|  | 2                                          | Green Bay Packers          | 21                         |                               |                      |                                  |                                             |                                             |                                             |  |                          |                          |                          |  |  |            |            |            |
|  | 2                                          | Green Bay Packers          | 21                         | 4                             | Tampa Bay Buccaneers | 20                               |                                             |                                             |                                             |  |                          |                          |                          |  |  |            |            |            |
|  | 4                                          | Tampa Bay Buccaneers       | 7                          | 4                             | Tampa Bay Buccaneers | 20                               |                                             |                                             |                                             |  |                          |                          |                          |  |  |            |            |            |
|  | 4                                          | Tampa Bay Buccaneers       | 7                          | 5                             | Detroit Lions        | 10                               |                                             |                                             |                                             |  |                          |                          |                          |  |  |            |            |            |
|  |                                            |                            |                            | 5                             | Detroit Lions        | 10                               |                                             |                                             |                                             |  |                          |                          |                          |  |  |            |            |            |

## Spiel

### Startaufstellung
Legende:
| ! | = spätere Hall of Famer |

| Denver Broncos      |      | Green Bay Packers     |
| ------------------- | ---- | --------------------- |
| Offense             |      |                       |
| Ed McCaffrey #87    | WR   | Robert Brooks #87     |
| Gary Zimmerman! #65 | LT   | Ross Verba #78        |
| Mark Schlereth #69  | LG   | Aaron Taylor #73      |
| Tom Nalen #66       | C    | Frank Winters #52     |
| Brian Habib #75     | RG   | Adam Timmerman #63    |
| Tony Jones #77      | RT   | Earl Dotson #72       |
| Shannon Sharpe! #84 | TE   | Mark Chmura #89       |
| Rod Smith #80       | WR   | Antonio Freeman #86   |
| John Elway! #7      | QB   | Brett Favre! #4       |
| Terrell Davis! #30  | RB   | Dorsey Levens #25     |
| Howard Griffith #29 | FB   | William Henderson #30 |
| Defense             |      |                       |
| Neil Smith #90      | LDE  | Reggie White! #92     |
| Keith Traylor #94   | LDT  | Gilbert Brown #93     |
| Maa Tanuvasa #98    | RDT  | Santana Dotson #72    |
| Alfred Williams #91 | RE   | Gabe Wilkins #98      |
| John Mobley #51     | LOLB | Seth Joyner #54       |
| Allen Aldridge #57  | MLB  | Bernardo Harris #55   |
| Bill Romanowski #53 | ROLB | Brian Williams #51    |
| Ray Crockett #39    | LCB  | Doug Evans #33        |
| Darrien Gordon #23  | RCB  | Tyrone Williams #37   |
| Tyrone Braxton #34  | SS   | LeRoy Butler! #36     |
| Steve Atwater! #27  | FS   | Eugene Robinson #41   |
| Special Teams       |      |                       |
| Jason Elam #1       | K    | Ryan Longwell #8      |
| Tom Rouen #16       | P    | Craig Hentrich #17    |

### Scoring
- 1st Quarter
  - GB – TD – Antonio Freeman 22 Yards-Pass von Brett Favre (Extrapunkt Ryan Longwell) 7:0 GB
  - DEN – TD – Terrell Davis 1 Yard-Lauf (Extrapunkt Jason Elam) 7:7 tie
- 2nd Quarter
  - DEN – TD – John Elway 1 Yard-Lauf (Extrapunkt Elam) 14:7 DEN
  - DEN – FG – Elam 51 Yards 17:7 DEN
  - GB – TD – Mark Chmura 6 Yards-Pass von Favre (Extrapunkt Longwell) 17:14 DEN
- 3rd Quarter
  - GB – FG – Longwell 27 Yards 17:17 tie
  - DEN – TD – Davis 1 Yard-Lauf (Extrapunkt Elam) 24:17 DEN
- 4th Quarter
  - GB – TD – Freemann 13 Yards-Pass von Favre (Extrapunkt Longwell) 24:24 tie
  - DEN – TD – Davis 1 Yard-Lauf (Extrapunkt Elam) 31:24 DEN[5]

### Spielbericht
Das Spiel fing optimal für die Packers an, da ihr Quarterback Brett Favre direkt den ersten Drive mit einem Touchdownpass auf Antonio Freeman abschloss (Extrapunkt Kicker Ryan Longwell; GB 7 - DEN 0). Denver schlug dann durch Terrell Davis zurück, der nach einigen Läufen den Ball in die Endzone trug (Extrapunkt Jason Elam; GB 7 - DEN 7). Kurz darauf fiel Davis durch einen akuten Migräneanfall aus, der ihm fast alle Sicht raubte. Nach einer Interception durch Favre erzielten die Broncos mit einem weiteren Touchdown (Extrapunkt Jason Elam; DEN 14 - GB 7), wobei John Elway einen Laufspielzug zum fast blinden Davis antäuschte. Nach einem Field Goal durch Elam und einem Touchdown durch den Tight End der Packers, Mark Chmura, (Extrapunkt Ryan Longwell) zwölf Sekunden vor Abpfiff stand es zur Halbzeit 17:14 für Denver.
In der zweiten Halbzeit – Davis hatte durch Medikamente seine Migräne im Griff – tauschten beide Teams lange erfolglose Angriffsserien aus, bis Ryan Longwell per Field Goal zum 17-17 ausglich. John Elway führte die Broncos bis an die 13-Yards-Linie und brauchte im 3. Down noch sechs Yards für eine neue Angriffserie („3rd and 6“). Als Elway keinen freien Mann fand, stürmte er selbst los, sprang an der 8-Yards-Linie vorwärts und wurde in der Luft so hart von drei Spielern der Packers getroffen, dass er wie ein Rotor eines Helikopters eine komplette 180-Grad-Drehung machte – doch erst an der 5-Yards-Linie landete und somit das neue 1. Down sicherte. Dieser später „Elways Helikopter“ genannte Spielzug wurde von ESPN zu einem der 100 größten Sportmomente des Vierteljahrhunderts gewählt. Davis lief den Football zum Touchdown in die Endzone, so dass es nach einem gelungenen Extrapunkt von Jason Elam 24:17 stand.
Beim nächsten Kickoff wurde der Kick-Returner der Packers, Antonio Freeman, so hart getroffen, dass er den Ball verlor und Denver ihn in günstiger Feldposition zurückbekam. Elway leistete sich aber eine Interception, und Favre führte einen langen Drive an, den ausgerechnet Freeman zum Touchdown verwertete (Extrapunkt Ryan Longwell; GB 24 - DEN 24). Im vierten Viertel neutralisierten sich beide Teams, bis Elway die Broncos bis kurz vor die Endzone führte, und nur noch 1:47 Minuten übrig waren. Die Broncos bereiteten gerade ihren 2. Down vor („2nd and goal“), und die Packers hatten nur noch zwei Timeouts. Folgende Situation entstand:
- Die Broncos hätten nun sich absichtlich die Maximalzeit von 40 Sekunden für ein 2. und 3. Down nehmen können, um danach ein fast sicheres Field Goal zu schießen und den Packers nur noch 27 Sekunden Zeit für ihre nächste Angriffsserie zu geben.
- Die Packers hätten darauf vertrauen können, die Broncos im 2. und 3. Down vor der Endzone zu stoppen und jeweils danach ihre beiden Timeouts zu nehmen. Selbst bei einem fast sicheren Field Goal gegen sich hätten sie noch fast 1:47 Minuten Zeit übrig gehabt, um auszugleichen oder mit einem Touchdown zu gewinnen - hätten aber alle Timeouts verbraucht.
- Die Packers hätten den Broncos absichtlich den Touchdown schenken können, um noch mit fast der gesamten verbliebenen 1:47 Minuten Zeit und zwei Timeouts gleichzuziehen.

Head Coach Mike Holmgren entschied sich für letzteres, so dass Terrell Davis ohne Gegenwehr zum Touchdown einlief (Extrapunkt Jason Elam, DEN 31 - GB 24). Doch der letzte Packers-Drive blieb stecken, so dass die Broncos zum ersten Mal den Super Bowl gewannen.